# Pound-force
Pound-force (engl. umgangssprachlich pound, übersetzt Kraftpfund) ist eine anglo-amerikanische Maßeinheit für Kräfte und wird mit lb, lbf oder lbf abgekürzt. Ein pound-force entspricht dabei der Kraft, die auf eine Masse von einem englischen Avoirdupois-Pfund (0,45359237 kg) durch die Schwerebeschleunigung auf der Erdoberfläche ausgeübt wird. Dabei wird üblicherweise die Normfallbeschleunigung gn = 9,80665 m/s² verwendet, allerdings mitunter gerundet auf 32,17405 ft/s² o. ä. Daraus folgt, dass ein pound-force etwa 4,4482 N entspricht. 
Für Rohrleitungen und Reifendruck nach US-amerikanischem Standard wird die Druckfestigkeit mit psi oder lbs angegeben, womit pounds per square inch gemeint sind, genauer pound-force per square inch. 
Das 1000-fache dieser Einheit wird in den USA gelegentlich mit kip (von kilo-pound) bezeichnet. Die Einheit wird hauptsächlich von Architekten und Bauingenieuren verwendet.